# Saussey (Côte-d'Or)
Saussey é uma comuna francesa na região administrativa da Borgonha-Franco-Condado, no departamento de Côte-d'Or. Estende-se por uma área de 8,97 km². Em 2010 a comuna tinha 72 habitantes (densidade: 8 hab./km²).